# Бананові війни
Бананові війни (англ. Banana Wars) — загальна назва серії військових кампаній США (окупацій та інтервенцій) щодо країн Центральної Америки і Карибського басейну впродовж 1898 — 1938 років. Період бананових війн розпочався з іспансько-американської війни 1898 року, за підсумками якої США отримали контроль над Кубою та Пуерто-Рико, та завершився в 1934 році разом з виведенням американських військ з Гаїті та початком політики добросусідства, яка проводилась адміністрацією Франкліна Рузвельта.

## Межі конфліктів та наслідки
- Куба та Пуерто-Рико: американська інтервенція в рамках іспансько-американської війни 1898 року, окупація Куби в різні періоди.
- Панама: проголошення незалежності Панами від Колумбії, будівництво Панамського каналу, територія якого до 1979 року контролювалась США.
- Нікарагуа: американська окупація з 1912 по 1933 роки.
- Гаїті: американська окупація з 1915 по 1934 роки.
- Домініканська республіка: американська окупація з 1916 по 1924 роки.
- Гондурас: американські інтервенції в 1903, 1907, 1911, 1912, 1919, 1924 и 1925 роках.
- Мексика: прикордонні конфлікти в 1910 — 1919 роках, американська окупація Веракруса в 1914 році.